# Шараповский сельсовет (Загорский район)
Шараповский сельсовет — упразднённая административно-территориальная единица, существовавшая на территории Московской губернии и Московской области до 1954 года.
Шараповский сельсовет был образован в первые годы советской власти. По данным 1922 года он входил в состав Шараповской волости Сергиевского уезда Московской губернии.
В 1925 году к Шараповскому с/с был присоединён Ляпинский с/с.
В 1927 году из Шараповского с/с были выделены Алексеевский и Взглядневский с/с.
По данным 1926 года в состав сельсовета входили 6 населённых пунктов — Шарапово, Алексеево, Колывонки и Ляпино, а также 2 хутора.
В 1929 году Шараповский с/с был отнесён к Сергиевскому (с 1930 — Загорскому) району Московского округа Московской области. При этом к нему был присоединён Алексеевский с/с.
14 июня 1954 года Шараповский с/с был упразднён. При этом его территория была передана в Тураковский с/с.